# Catharsius simillimus
Catharsius simillimus là một loài bọ cánh cứng trong họ Bọ hung (Scarabaeidae).